# Václav Havel
Václav Havel (wym. [ˈva:t͡slaf ˈɦavɛl]ⓘ; ur. 5 października 1936 w Pradze, zm. 18 grudnia 2011 w Hrádečku (Vlčice)) – czeski pisarz i dramaturg, działacz antykomunistyczny. Dziewiąty i ostatni prezydent Czechosłowacji (1989–1992) oraz pierwszy prezydent Czech (1993–2003).
W latach sześćdziesiątych pracował w teatrze Divadlo Na zábradlí (Teatr na Balustradzie), gdzie był również znany z przedstawień Zahradní slavnost (1963) i Vyrozumění (Powiadomienie, 1965). W czasie Praskiej Wiosny zaangażował się w debatę polityczną i opowiedział się za utworzeniem demokratycznego społeczeństwa. Po krwawym stłumieniu reformatorów przez państwa członkowskie Układu Warszawskiego otrzymał zakaz publikacji i stał się jednym z najbardziej znanych dysydentów i krytyków systemu komunistycznego, opowiadając się za utworzeniem demokratycznego społeczeństwa. Działał w obronie więźniów politycznych i stał się współzałożycielem oraz jednym z pierwszych prelegentów inicjatywy obywatelskiej dla karty praw człowieka Karta 77. To potwierdziło jego prestiż międzynarodowy, ale również spowodowało represje, których skutkiem było około pięciu lat pozbawienia wolności. Obok innych sztuk jest autorem wpływowego eseju Moc bezmocných (Siła bezsilnych, 1978).
Po wybuchu aksamitnej rewolucji w listopadzie 1989 Václav Havel stał się jednym z założycieli antykomunistycznego Forum Obywatelskiego i jako kandydat ruchu w dniu 29 grudnia 1989 został wybrany na prezydenta Czechosłowacji. Wspierał dążenie kraju w kierunku demokracji parlamentarnej i do politycznych struktur cywilizacji zachodniej, ale nie udało mu się uniknąć rozpadu państwa czechosłowackiego w 1992. Od 1993, przez dwie kadencje, pełnił urząd prezydenta Republiki Czeskiej, doprowadzając kraj do NATO oraz przygotowując go do wstąpienia do Unii Europejskiej.
Jako pisarz Václav Havel jest znany na całym świecie ze swoich dramatów pisanych w duchu teatru absurdu. W swoich sztukach zajmował się między innymi tematyką władzy, biurokracji i języka. W esejach i listach z więzienia, oprócz analizy polityki, poruszał zagadnienia filozoficzne: wolności, władzy, moralności i transcendencji. Václav Havel poświęcał się także poezji eksperymentalnej – tego typu wiersze (w tym kaligramy), pisane w latach sześćdziesiątych, zawiera zbiorek Antikódy.

## Życiorys

### Młodość
Václav Havel urodził się w Pradze w znanej praskiej rodzinie przedsiębiorców i intelektualistów: Václava M. Havla (1897–1979) i jego żony Boženy, z domu Vavrečkovej (1913–1970); jego bratem był naukowiec Ivan M. Havel. Po ukończeniu szkoły podstawowej komunistyczny reżim ze względu na pochodzenie uniemożliwił młodemu Havlowi podjęcie dalszej nauki w szkole, którą wybrał. W 1951 rozpoczął naukę w liceum wieczorowym, pracując jednocześnie jako laborant chemiczny. W 1954 zdał maturę w gimnazjum w Pradze. Jako literat zadebiutował w 1955 w czasopiśmie „Květen”. Pisywał w nim aż do 1969, kiedy komunistyczne władze zakazały mu publikowania tekstów na terenie Czechosłowacji. Do tego roku swoje teksty umieszczał też między innymi w czasopismach „Divadelní noviny”, „Divadlo”, „Host do domu”, „Literární noviny”, „Sešity pro mladou literaturu”, „Tvář” i „Zítřek”.
W 1955 z powodów ideologicznych nie dostał się na studia humanistyczne. Dlatego w latach 1955–1957 studiował na Wydziale Ekonomii Czeskiego Uniwersytetu Technicznego w Pradze. Starał się przenieść na Wydział Filmowy i Telewizyjny Akademii Sztuk Scenicznych, ale podanie zostało odrzucone. Jednocześnie nie przyjęto go z powrotem na Uniwersytet Techniczny.
Po odbyciu służby wojskowej (1957–1959) Václav Havel pracował jako technik sceniczny w teatrze ABC, a od 1960 w teatrze Na Zábradlí (Na Balustradzie). W 1959 napisał swój pierwszy dramat – jednoaktówkę pod tytułem Rodinný večer (Rodzinny wieczór). 3 grudnia 1963 teatr Na zábradlí wystawił jego drugą sztukę, Zahradní slavnost (Garden-party). W latach 60. pracował jednocześnie jako asystent reżysera Alfréda Radoka w Praskim Teatrze Miejskim. Zaocznie studiował na Wydziale Teatralnym Akademii Sztuk Scenicznych, który ukończył w 1966. Wówczas został dramaturgiem teatru Na zábradlí.
9 lipca 1964 ożenił się z Olgą Šplíchalovą. W 1965 został członkiem kolegium redakcyjnego miesięcznika literackiego „Tvář”, a w teatrze Na Zábradlí wystawił sztukę Vyrozumění (Powiadomienie). W 1966 wydał drukiem swoją pierwszą książkę Protokoly, która oprócz dramatów Garden-party i Powiadomienie zawierała zbiorek typogramów i dwa eseje.

### Praska wiosna
Szczerze mówiąc, obecna chwila jest najmniej odpowiednia do tego, aby mydlić oczy: jedyne, co możemy, to wyciągnąć z tego, co się stało, wszystkie sensowne wnioski, pozbyć się wszystkich złudzeń i jednoznacznie określić, czego właściwie chcemy i co w tym celu musimy zrobić; nie dawać przy tym do zrozumienia, że to, co robimy, jest czymś więcej, niż tym, czym jest w rzeczywistości, ale tym bardziej starać się to robić codziennie, nieprzerwanie i z pełną świadomością wszelkiego ryzyka; a przede wszystkim nie dawać omamić się pętającymi nas pochlebstwami o naszej narodowej mądrości, inteligencji, kulturze, o pięknie naszych przebrzmiałych czynów i o tym, że ciąży nad nami jakieś fatalne przeznaczenie.

W czasie Praskiej Wiosny Václav Havel stał się jedną z najbardziej znanych postaci liberalnego i niekomunistycznego skrzydła ruchu reformatorskiego. Zwrócił uwagę na siebie już w przeddzień Praskiej Wiosny, kiedy w czerwcu 1967 roku na IV Kongresie Pisarzy Czechosłowacji skrytykował ówczesną cenzurę, po czym na polecenie Komitetu Centralnego Komunistycznej Partii Czechosłowacji (ÚV KSČ) został usunięty z list kandydatów do władz Związku Pisarzy Czechosłowackich wraz z Ivanem Klímą, Pavlem Kohoutem i Ludvíkiem Vaculíkiem.
W marcu 1968 roku Václav Havel podpisał list otwarty stu pięćdziesięciu pisarzy i pracowników kultury, skierowany do Komitetu Centralnego KPCz. W kwietniu tego samego roku został przewodniczącym Koła Pisarzy Niezależnych, a w czasopiśmie Literární listy opublikował tekst, w którym domagał się zakończenia monopolu władzy partii komunistycznej i wprowadzenia pluralizmu politycznego. W tym samym miesiącu w teatrze Na Zábradlí została wystawiona jego sztuka Ztížená možnost soustředění (Puzuk, czyli Uporczywa niemożność koncentracji).
Jesienią 1968 Havel został członkiem Komitetu Centralnego Związku Pisarzy Czechosłowacji, gdzie pozostał aż do rozpadu Związku w 1970. Związek, któremu przewodniczył Jaroslav Seifert, jeszcze w czerwcu 1969 na swoim zjeździe protestował przeciw polityce okupacji i cenzurze, jednak wkrótce protest ten został stłumiony, a czołowi przedstawiciele Związku stracili możliwość publikowania. W lutym 1969 Václav Havel wszedł w polemikę prasową na łamach czasopisma „Tvář” z artykułem Milana Kundery Český úděl (Czeskie przeznaczenie) z grudnia zeszłego roku. Sprzeciwiając się Kunderze, powołującemu się na minione bohaterstwo narodowe, przedstawił program aktywnego, nastawionego na przyszłość, ciągłego boju o trwałe ludzkie i kulturowe wartości.

### Dysydent
Po stłumieniu Praskiej Wiosny Václav Havel musiał opuścić teatr, a jego sztuki przestały być w Czechosłowacji wystawiane. Był już wówczas znanym autorem, także za granicą – w 1968 otrzymał Austriacką Nagrodę Państwową w dziedzinie literatury europejskiej, a w Nowym Jorku dwukrotnie Obie Award – za przedstawienia Powiadomienie (1969) i Puzuk, czyli uporczywa niemożność koncentracji (1970). W następnych dwudziestu latach tzw. normalizacji zapewniło mu to pewną finansową niezależność, a także wsparcie światowej opinii publicznej, gdy był więziony przez reżim komunistyczny.
W pierwszą rocznicę wkroczenia wojsk Układu Warszawskiego do Czechosłowacji – 21 sierpnia 1969 – Havel wysłał petycję pod tytułem Dziesięć punktów, ostro sprzeciwiającą się okupacji oraz jej politycznym i kulturalnym następstwom. Wraz z pozostałymi sygnatariuszami listu był przesłuchiwany przez policję i oskarżony o „obalanie Republiki” (§ 98 kodeksu karnego CSRS). Jeszcze pod koniec 1969 udało się jednak wydać opracowany przez Havla zbiór prac osiemnastu autorów Podoby 2.
W 1972 Václav Havel podpisał następną petycję przygotowaną przez pisarzy, domagającą się uwolnienia więźniów politycznych. W 1974 przez dziewięć miesięcy pracował jako robotnik w Browarze Trutnov. W następnym roku utworzył podziemne wydawnictwo, w którym publikował literaturę niezależną – „Edice Expedice” – i ogłosił list otwarty do prezydenta Gustáva Husáka, w którym skrytykował stan „normalizacji” społeczeństwa, opanowanego przez strach, pozbawionego wolności i autorefleksji. W listopadzie 1975 odbyła się premiera jego Opery żebraczej, którą bez podawania nazwiska autora wystawił teatr amatorski Andreja Kroba.

Karta 77 jest wolną, nieformalną i otwartą społecznością, grupującą ludzi różnych przekonań, różnej wiary i profesji, którzy mają w sobie wolę zarówno wspólnie, jak i samodzielnie troszczyć się o przestrzeganie praw człowieka i obywatela w naszej Ojczyźnie i na świecie.

W 1976 reżim komunistyczny zaczął prześladować niezależnych muzyków rockowych. Kiedy czterech nonkonformistycznych artystów z grupy The Plastic People of the Universe zostało aresztowanych, Václav Havel i Jiří Němec wraz z kilkoma innymi działaczami stanęli w ich obronie. Poparcie światowej opinii publicznej oraz krajowych dysydentów doprowadziło do zawiązania inicjatywy Karta 77, mającej na celu obronę podstawowych praw człowieka. Pierwszy komunikat Karty ogłoszono 1 stycznia 1977, jej rzecznikami zostali Václav Havel, Jan Patočka i Jiří Hájek. W konsekwencji okres od stycznia do maja 1977 Havel spędził w aresztach śledczych, a w październiku został skazany warunkowo za działanie za granicą na szkodę interesów państwa na 14 miesięcy więzienia. Od stycznia do marca 1978 przebywał w areszcie.
W kwietniu 1978 Václav Havel został współzałożycielem Komitetu Obrony Niesprawiedliwie Prześladowanych (VONS), który monitorował przypadki represji więźniów politycznych i opowiadał się za ich uwolnieniem. W tym samym roku opublikował esej Moc bezmocných (Siła bezsilnych) – analizę funkcjonowania reżimu komunistycznego wraz z programem pokojowego oporu. W maju 1979 Havel został wraz z innymi członkami VONS aresztowany i spędził kolejne pięć miesięcy w areszcie. Stamtąd zaczął pisać listy do swojej żony, które stały się podstawą książki Dopisy Olze (Listy do Olgi), wydanej w 1983. W październiku 1979 wraz z grupą dysydentów został skazany warunkowo na cztery i pół więzienia za rzekome podburzanie. W więzieniu przebywał do lutego 1983, kiedy zawieszono odbywanie kary z powodów zdrowotnych, następnie został umieszczony w areszcie domowym. Na skutek około pięciu lat pobytu w więzieniach komunistycznych stan jego zdrowia trwale się pogorszył, ale na fali solidarności wzrósł jego prestiż w kraju i za granicą.
W dobie „normalizacji” Václav Havel nadal pisał sztuki, ale większość mogła być wystawiana tylko w krajach zachodnich. Wśród jego dzieł scenicznych były m.in. Horský hotel (Górski hotel, 1976), Largo desolato (1984) i Pokoušení (Kuszenie, 1985). Nadal aktywnie wspierał wydawnictwa podziemne; w 1987 brał udział w narodzinach podziemnych „Lidových novin”, stając się ich publicystą i członkiem kolegium redakcyjnego.
W 1988 Havel został członkiem Komitetu Helsińskiego w Czechosłowacji, który pilnował przestrzegania praw człowieka, a w grudniu tego roku wziął udział w pierwszej legalnej manifestacji opozycji, zorganizowanej z okazji Międzynarodowego Dnia Praw Człowieka na praskim Placu Škroupa (Škroupovo náměstí). 16 stycznia 1989 aresztowano go za udział w demonstracji rozpoczynającej tzw. Tydzień Palacha (serii wystąpień w rocznicę samospalenia Jana Palacha, który 16 stycznia 1969 zaprotestował przeciw inwazji wojsk Układu Warszawskiego na Czechosłowację), a w lutym skazano go na dziewięć miesięcy więzienia. Po odwołaniu karę zmniejszono do ośmiu miesięcy, ale warunkowo zwolniono Havla już w maju. W czerwcu 1989 był jednym z autorów petycji Několik vět (Kilka słów). We wrześniu apelował z ramienia Karty 77 o uwolnienie Alexandra Vondry. Ponownie aresztowano go w październiku, ale wkrótce wypuszczono.

### Aksamitna rewolucja
17 listopada 1989 demonstracje studenckie zapoczątkowały wydarzenia, które przeszły do historii pod nazwą aksamitnej rewolucji, która zakończyła rządy trwającego cztery dekady reżimu komunistycznego. 19 listopada Václav Havel powołał do życia Forum Obywatelskie (OF), które skupiało cztery główne siły antykomunistyczne. 21 listopada z balkonu wydawnictwa Melantrich przemówił do demonstrantów zgromadzonych na Placu Wacława. Po tygodniowych demonstracjach komunistyczne władze ugięły się pod presją i pozwoliły na wystąpienie Havla w czeskiej telewizji.
Gdy upadł rząd Ladislava Adamca, a prezydent Gustáv Husák złożył urząd, trzeba było wybrać nowego prezydenta. Według Havla w grę wchodziła kandydatura Alexandra Dubčeka. 8 grudnia Forum Obywatelskie definitywnie jednak postawiło na kandydaturę Havla, a Dubčekowi przypadła kandydatura na stanowisko przewodniczącego Zgromadzenia Federalnego. Za Havlem głosowało 37 członków rozszerzonego sztabu kryzysowego, sześciu się wstrzymało. Dwa dni później kandydatura Havla została przedstawiona opinii publicznej, a Forum rozpoczęło intensywną kampanię pod hasłem „Havel na Hradczany”. Łącząc nacisk ulicy z negocjacjami, w których szczególną rolę odgrywał Marián Čalfa, udało się do swego dawnego nieprzyjaciela przekonać również komunistów, wobec czego 29 grudnia 1989 w sali władysławowskiej Zamku na Hradczanach Havel został jednogłośnie wybrany głową państwa czechosłowackiego. W ten sposób po 41 latach na Hradczanach zasiadł niekomunistyczny prezydent. To symboliczne zwycięstwo opozycji zakończyło też czas wielkich demonstracji, odwołano strajki i gotowość strajkową, a społeczeństwo zaczęło wracać do normalnego życia.

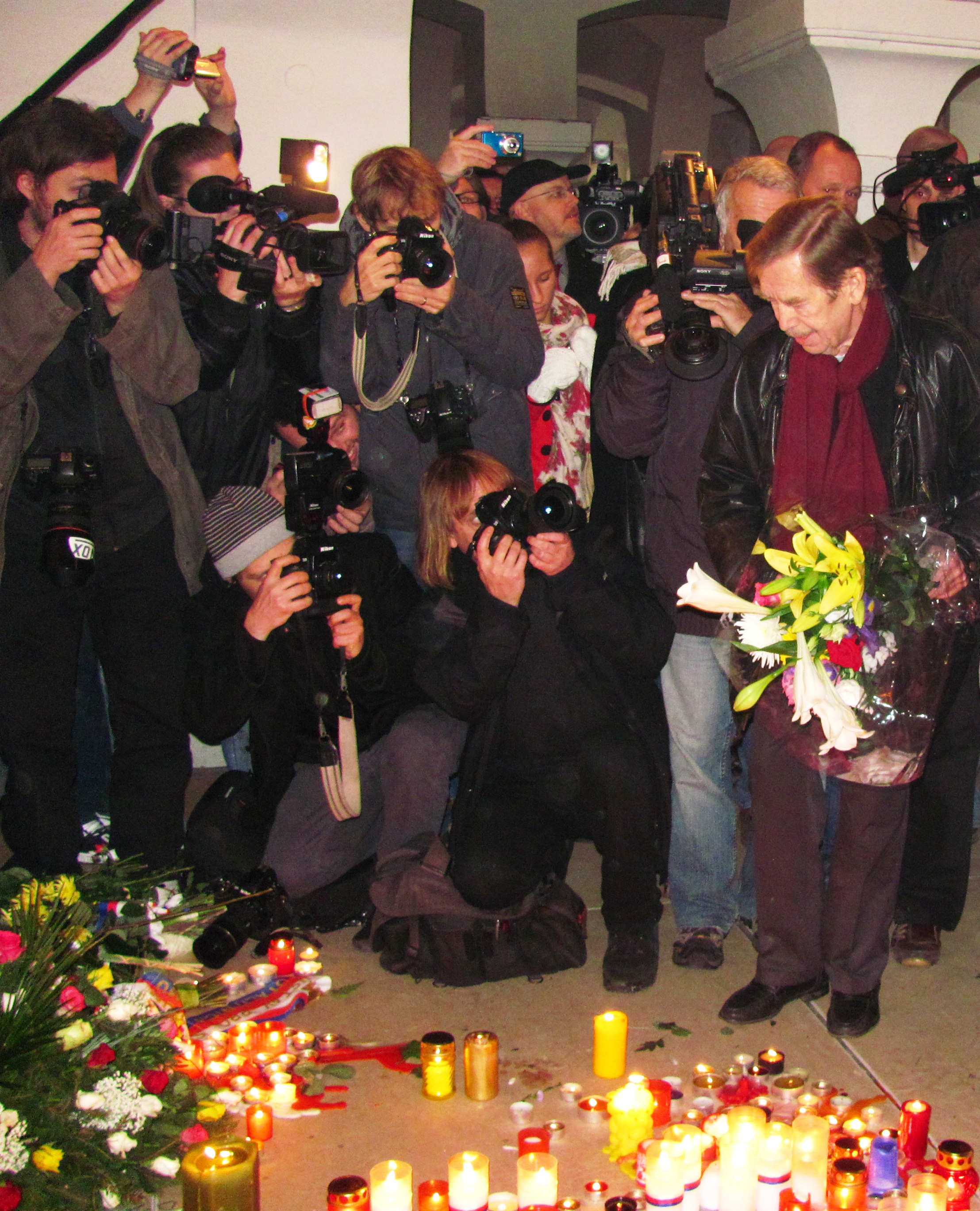
Václav Havel (po prawej, 2010)

### Prezydent Czechosłowacji
Drodzy obywatele, przez czterdzieści lat w ten dzień słyszeliście z ust moich poprzedników na wszystkie sposoby powtarzane: jak nasza ziemia rozkwita, ile kolejnych milionów ton stali wytopiono, jacy jesteśmy wszyscy szczęśliwi, jak ufamy władzy i jakie piękne perspektywy otwierają się przed nami. Zakładam, że nie wybraliście mnie na ten urząd po to, abym i ja was okłamywał. Nasza ziemia nie kwitnie. Wielki twórczy potencjał naszego narodu jest niewykorzystany.

{{Cytat}} Linki zewnętrzne: "źródło".
W pierwszej kadencji, która trwała sześć miesięcy, aż do pierwszych wolnych wyborów, Václav Havel był u szczytu swej potęgi. Komunistyczna Partia Czechosłowacji była w głębokiej defensywie, a nowa, demokratyczna scena polityczna jeszcze się nie określiła. Niektóre decyzje Havla z tego okresu są do dziś kontrowersyjne, na przykład amnestia nadzwyczajna, po której nastąpił bunt w więzieniu Leopoldov na Słowacji. Václav Havel nigdy nie popierał pomysłu radykalnego rozprawienia się z działaczami komunistycznego aparatu. Osiągnął jednak swój najważniejszy cel – przygotowanie wolnych wyborów i budowę podstawy społeczeństwa demokratycznego. Wieloma wypowiedziami i aktami symbolicznymi dodawał obywatelom pewności siebie, a jednocześnie nie ukrywał, że sytuacja jest trudna. Oznaką tego stało się jego pierwsze noworoczne orędzie z 1 stycznia 1990.

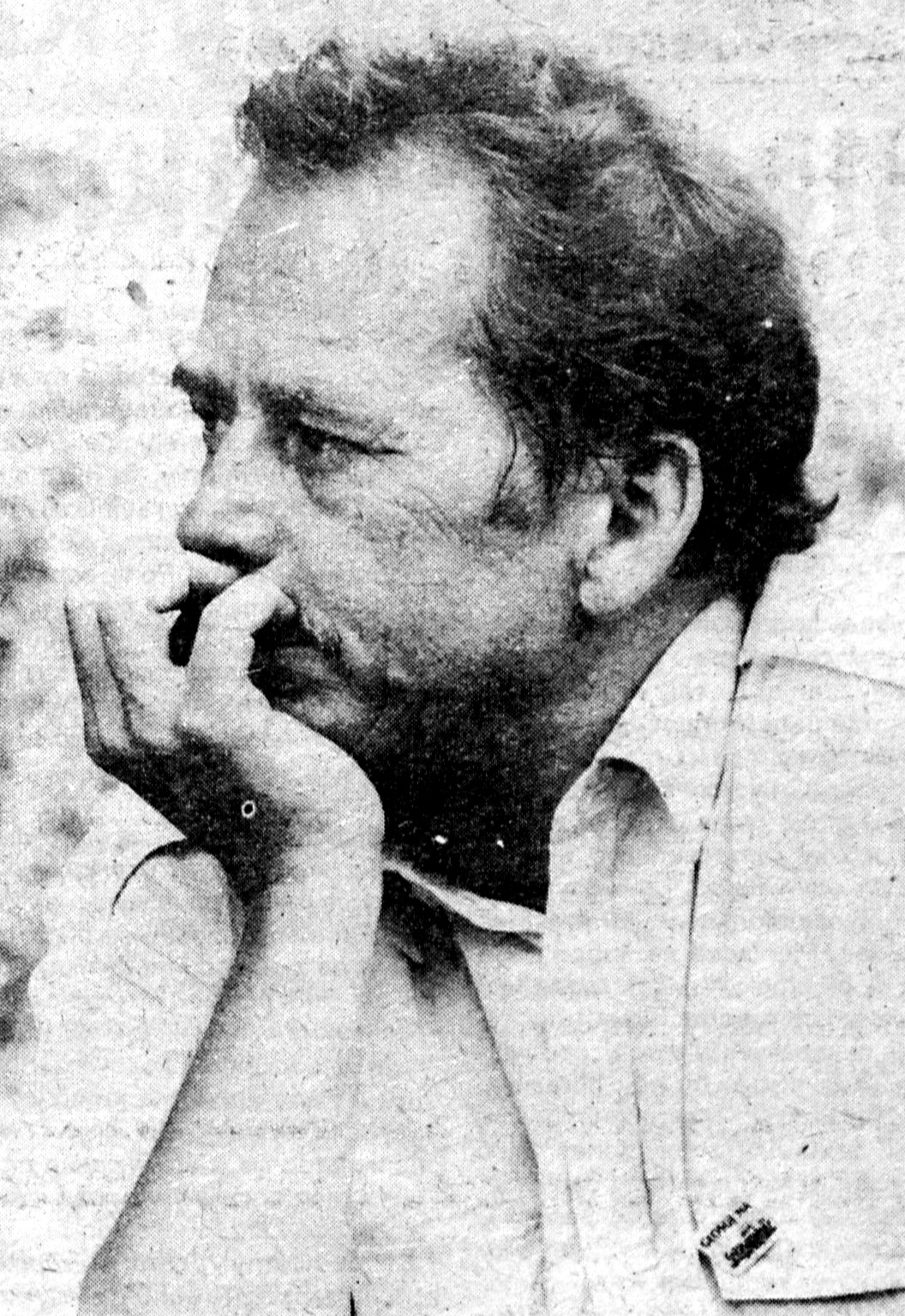
Václav Havel ze znaczkiem „Solidarności”

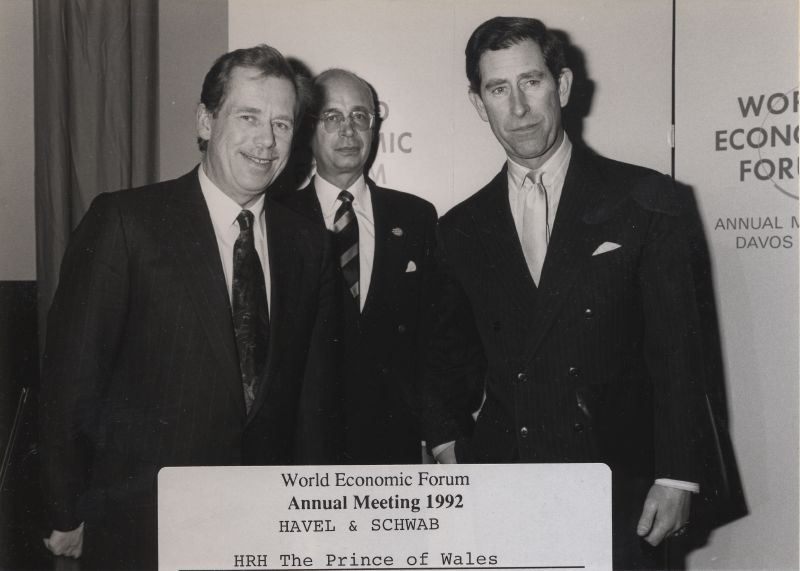
Václav Havel, ks. Karol i Klaus Schwab na Światowym Forum Ekonomicznym w Davos, 1992

Po raz drugi Havel został wybrany prezydentem 5 lipca 1990, już przez Zgromadzenie Federalne wyłonione w wolnych wyborach. Przeważali w nim posłowie Forum Demokratycznego i słowackiego ruchu Społeczeństwo Przeciwko Przemocy (VPN, Verejnost proti násiliu). Na scenie politycznej pojawiły się nowe, silne osobistości, konkurujące z Havlem i jego zwolennikami. Byli to przede wszystkim Václav Klaus w Czechach i Vladimír Mečiar na Słowacji. Przyczynili się oni do formowania nowego systemu partyjnego i zyskali masowe poparcie. Tzw. wojna o myślnik dobitnie ukazała szybko rosnące napięcie między obiema republikami. Było ono jeszcze wzmacniane przez odmienną orientację polityczną posłów czeskich i słowackich, jak też sztywność ram federacji, która po odsunięciu komunistów od władzy nie dała rady się dostosować i sprawnie działać. Václav Havel jednoznacznie poparł zachowanie statusu państwa w formie federacji. Parlament wybrany w 1990 był pomyślany jako tymczasowy; w wyborach w r. 1992 w Czechach zwyciężyła prawicowa Obywatelska Partia Demokratyczna V. Klausa (Občanská demokratická strana, ODS), zaś na Słowacji – nacjonalistyczna Partia Ludowa – Ruch na rzecz Demokratycznej Słowacji V. Mečiara (Ľudová strana – Hnutie za demokratické Slovensko, ĽS-HZDS). Przepadły zatem takie partie bliskie Havlowi, jak Ruch Obywatelski (Občanské hnutí). 3 lipca 1992 parlamentowi federalnemu nie udało się wybrać prezydenta z powodu absencji słowackich posłów. 20 lipca parlament w Bratysławie ogłosił niepodległość Słowacji, a w pięć dni później jego decyzję poparł parlament federalny. W ramach protestu 20 lipca 1992 o 18:00 na zamku w Lánach Havel złożył swój urząd (na trzy miesiące przed wygaśnięciem mandatu).
Jednak mimo tej wewnętrznej porażki udało się Havlowi wprowadzić Czechosłowację do polityki międzynarodowej i prozachodniej. Szczególne związki z Zachodem widoczne są także przez pryzmat gości, jacy składali wizyty w tym kraju: już w r. 1990 przyjechał papież Jan Paweł II i prezydent USA George Bush. Jeszcze bardziej znaczące było wydostanie się ze strefy wpływów ZSRR, symbolizowane wycofaniem się radzieckich wojsk i zanikiem politycznych struktur Bloku Wschodniego. Państwo pod prezydenturą Havla rozpoczęło starania o członkostwo w organizacjach zachodnich i brało udział w tworzeniu nowych struktur regionalnych, począwszy od Grupy Wyszehradzkiej.

### Prezydent Czech

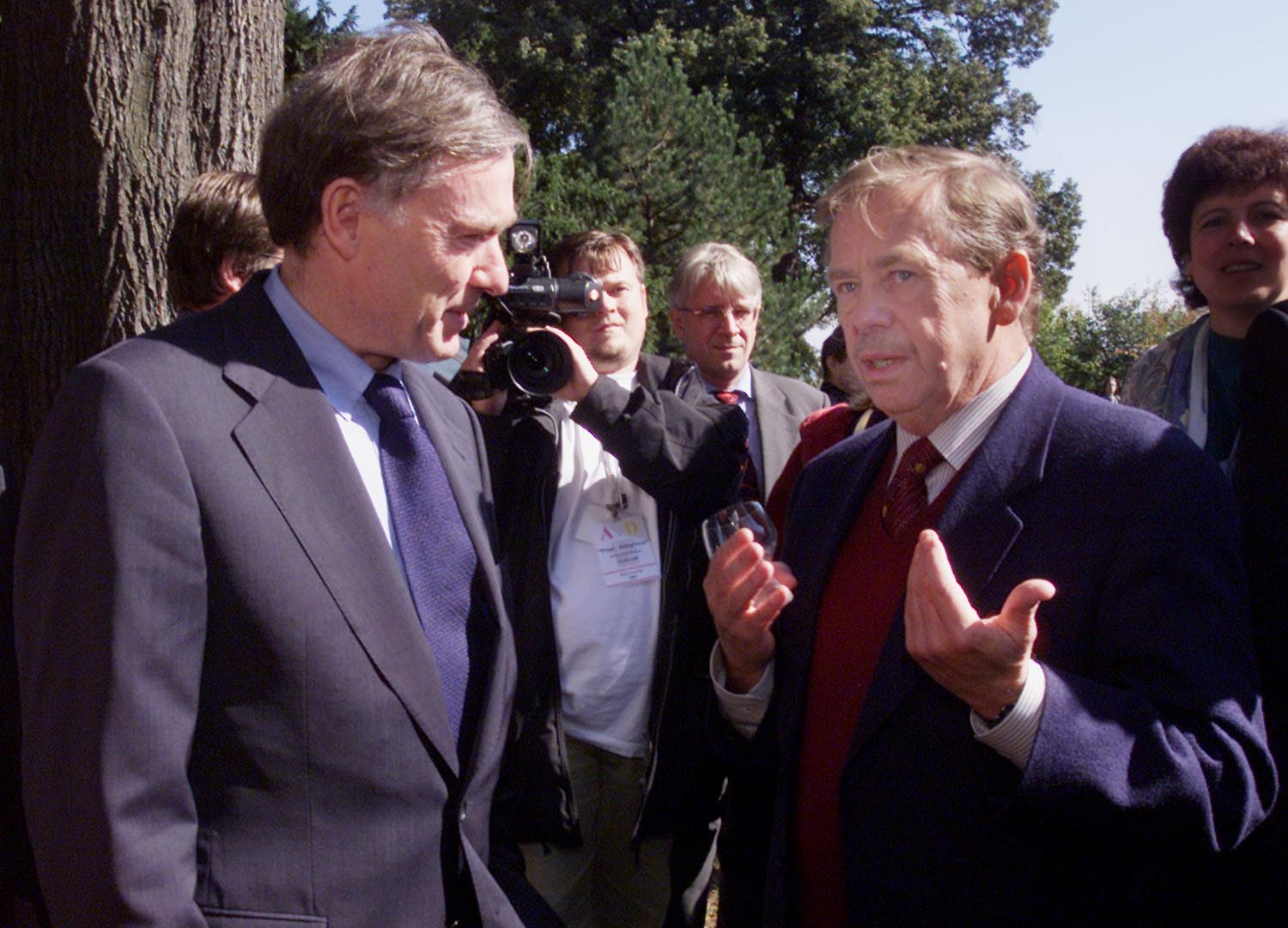
Václav Havel i prezes Międzynarodowego Funduszu Walutowego Horst Köhler (przyszły prezydent Niemiec) na praskim zamku, 2000

Po rozpadzie Czechosłowacji i powstaniu Czech Václav Havel został pierwszym prezydentem nowego kraju i pozostał na tym stanowisku przez dwie kadencje, czyli przez maksymalny okres przewidziany przez konstytucję. Pierwszą kadencję rozpoczął 26 stycznia 1993, a drugą 20 stycznia 1998. Swoją funkcję sprawował do 2 stycznia 2003. Jego następcą został Václav Klaus.
Za jego prezydentury Czechy zostały w 1999 r. członkiem NATO oraz zakończyły proces akcesji do Unii Europejskiej, której członkiem zostały 1 maja 2004. W ten sposób spełniło się hasło aksamitnej rewolucji „Powrót do Europy”: Czechy zintegrowały się z najważniejszymi zachodnimi strukturami politycznymi. Dzięki swojemu prestiżowi Václav Havel mógł oddziaływać na zachodnią opinię publiczną i elity polityczne na korzyść Czech i innych krajów Europy Środkowej. Szczególną uwagę poświęcono stosunkom czesko-niemieckim, które pogorszyły się po II wojnie światowej. Deklaracja czesko-niemiecka z 1997, w której obie strony wzajemnie przeprosiły się za wyrządzone krzywdy i zadeklarowały wierność wartościom demokratycznym, była punktem zwrotnym polityki zagranicznej. Jako sprzymierzeniec USA Václav Havel popierał politykę Waszyngtonu i NATO, a w tym bombardowania Jugosławii w 1999 i inwazję na Afganistan w 2001.
W polityce wewnętrznej Václav Havel opierał się na mniejszych partiach centrowych, co miało często odbicie w napięciach między nim a prawicą (ODS, SPR-RSC). W czasie wewnętrznego kryzysu politycznego w 1997, którego skutkiem był podział w ODS, Havel wsparł skrzydło anyklausowskie, z którego powstała Unia Wolności – Unia Demokratyczna. Rząd Josefa Tošovského powstał bez udziału Václava Klausa. Rozbieżności między prezydentem a przewodniczącym ODS były widoczne aż do końca kadencji Havla.
Opinia publiczna w połowie lat 90. żywo interesowała się też życiem prywatnym Havla: śmiercią żony Olgi 27 stycznia 1996; chorobami, które nieraz zagrażały życiu prezydenta; nowe małżeństwo – z aktorką Dagmar Veškrnovą 4 stycznia 1997; spory ze szwagierką o tym samym imieniu, co żona – Dagmar Havlovą (żona brata prezydenta – Ivana) o Pałac Lucerna w Pradze i Barrandovské terasy. Te ostatnie to odrestaurowany kompleks budynków według projektu ojca V. Havla, stanowiący rodzinne dziedzictwo, którego część Václav Havel sprzedał spółce Chemapol Group, upadłej w podejrzanych okolicznościach.
O prezydenckiej epoce w życiu Václava Havla powstał dokumentalny film Pavla Kouteckeho Občan Havel, do którego zdjęcia kręcono w latach 1992–2003.
Václav Havel przy wsparciu obu swych żon poświęcał się działalności charytatywnej. Fundacja Vize 97 (Wizja 97), na działalność której wydał 50 milionów koron, zajmuje się głównie sprawami socjalnymi, zdrowotnymi, edukacji i kultury. Od 1999 fundacja przyznaje swoją nagrodę. Wyróżniani są nią ludzie, którzy swoimi dokonaniami przekraczają ramy naukowego poznania, przyczyniają się do rozumienia nauki jako integralnej części dzisiejszej kultury, oraz w nieszablonowy sposób zajmują się podstawowymi pytaniami o ludzką egzystencję, poznanie, byt. Nagroda przyznawana jest co roku 5 października, w dniu urodzin Václava Havla. Wśród jej laureatów jest również Polak – Zygmunt Bauman.
Z kolei fundacja Forum 2000 od 1997 organizuje w Pradze co roku spotkania znanych osobistości z całego świata.
W 1999 Gazeta Wyborcza wyróżniła Václava Havla tytułem Człowieka Roku. Laudację na cześć laureata wygłosił Bronisław Geremek.

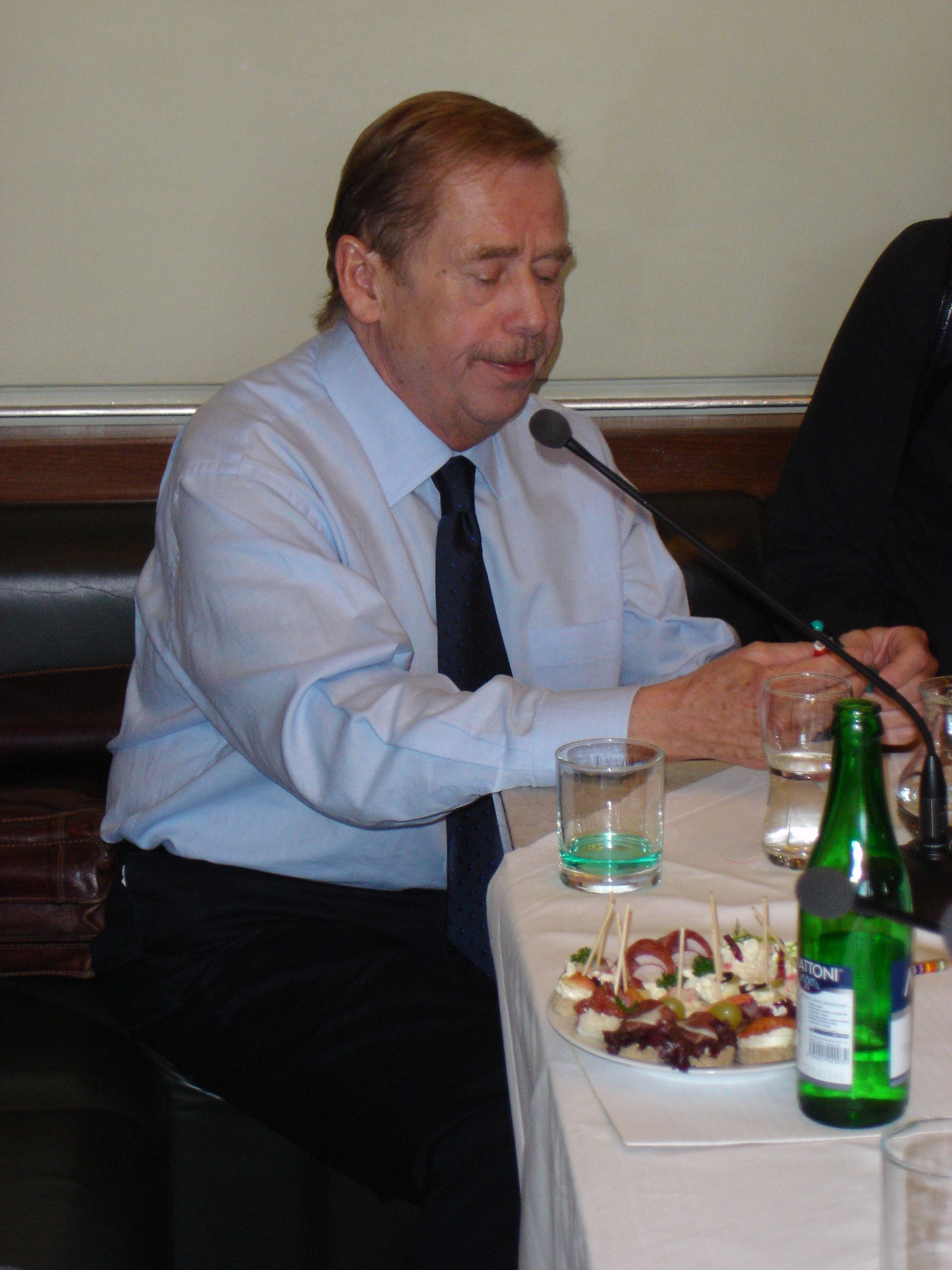
Václav Havel 9 czerwca 2006 w kawiarni Slavia w Pradze podczas akcji Café d’Europe

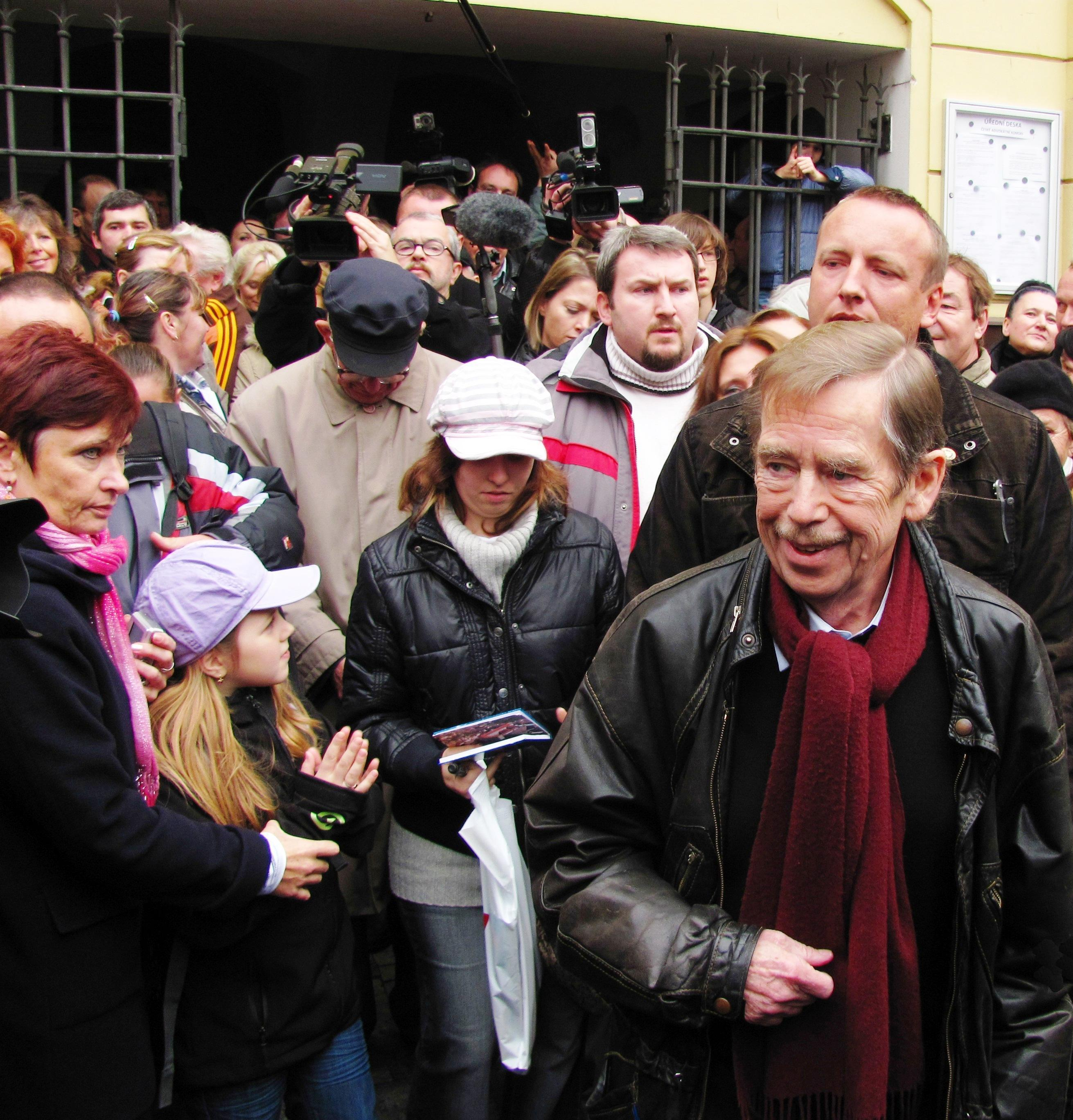
Václav Havel (2010)

### Po prezydenturze
Po złożeniu urzędu Václav Havel aż do śmierci stale udzielał się w polityce, popierał Partię Zielonych. Po długiej przerwie znów napisał dramat: Odcházení (Odejścia) (premiera 2008), inspirowany własnymi doświadczeniami z polityki. Wzorem prezydentów amerykańskich założył Bibliotekę Havla, która z myślą o opinii publicznej i badaczach gromadzi materiały związane z twórczością i działalnością polityczną Havla.

### Ocena
Václav Havel został uhonorowany wyróżnieniami w wielu krajach na świecie, licznymi nagrodami za twórczość artystyczną i postawę obywatelską oraz wieloma doktoratami honoris causa. W 2003 r. na specjalnym posiedzeniu Senatu i Izby Deputowanych został odznaczony Orderem T. G. Masaryka i Orderem Białego Lwa I klasy; Senat na swoim posiedzeniu uchwalił też ustawę, brzmiącą: Václav Havel zasłużył się dla państwa – wzorem tzw. Lex Masaryk z 1930 r., czyli podobnie brzmiącej ustawy o zasługach T. Masaryka dla kraju. W czerwcu 2009 został wyróżniony nagrodą Jana Nowaka-Jeziorańskiego.

### Kontrowersje
W czasie wizyty w Austrii w 1993 Havel wypowiadając się o „sudeckich Austriakach” stwierdził: „Uważam ich powojenną deportację za niesprawiedliwą”. Zdanie to wywołało burzę medialną w Czechach oraz zarzuty przekroczenia uprawnień prezydenta. Po powrocie do kraju Havel sprecyzował swoje stanowisko stwierdzając, że „oparte na zasadzie winy zbiorowej przymusowe wysiedlenie milionów ludzi jest czynem błędnym, niewłaściwym z moralnego punktu widzenia”. Niemniej jednak dwa lata później, w czasie wykładu na Rudolfinum, wypowiedział się już ostrożniej: „Nie można się sprzeczać, kto wypuścił z butelki dżina nacjonalistycznej nienawiści”.
3 września 2007 Havel złożył wizytę w Krakowie, jej celem była promocja książki o charakterze wspomnieniowym Tylko krótko, proszę (Prosim stručně). Podczas konferencji prasowej na Wawelu odniósł się do ówczesnej sytuacji w Polsce: „Odnoszę takie wrażenie, że jak najwcześniej powinny się odbyć wolne wybory. Uważam, że byłoby w interesie wszystkich obywateli Polski, gdyby na te wybory zostali zaproszeni międzynarodowi obserwatorzy.” Od jego wypowiedzi odcięła się ambasada czeska w Warszawie.

### Śmierć i pogrzeb

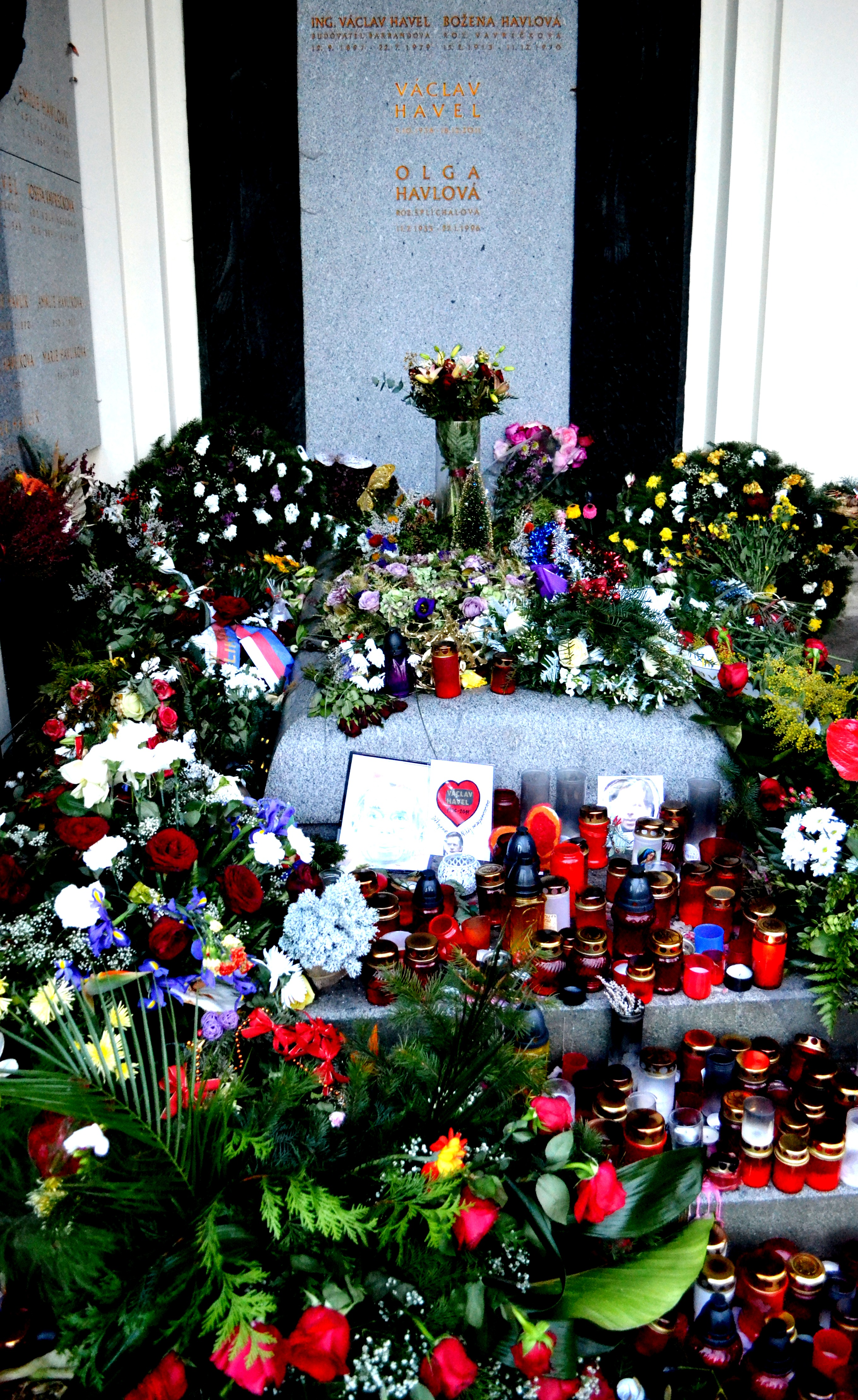
Grób Vaclava Havla i jego żony Olgi

Tydzień przed śmiercią spotkał się w Pradze ze swoim długoletnim przyjacielem, XIV Dalajlamą. Havel pojawił się wówczas na wózku inwalidzkim.
Zmarł 18 grudnia 2011 w wieku 75 lat w swoim domu w Hrádečku (Vlčice).
W ciągu kilku godzin śmierć Havla spotkała się z licznymi komentarzami, w tym prezydenta USA Baracka Obamy, brytyjskiego premiera Davida Camerona, oraz kanclerz Niemiec Angeli Merkel. Były prezydent Polski Lech Wałęsa nazwał Havla „wielkim Europejczykiem” i powiedział, że powinien on otrzymać Pokojową Nagrodę Nobla. Słowacja ogłosiła 23 grudnia dniem żałoby narodowej.
Pochodząca z Czechosłowacji była sekretarz stanu Stanów Zjednoczonych Madeleine Albright, powiedziała, że był „jedną z wielkich postaci XX wieku”, podczas gdy czeski pisarz emigracyjny Milan Kundera powiedział: „Najważniejsze dzieło Václava Havla to jego własne życie”.
Premier Petr Nečas ogłosił trzydniową żałobę na okres od 21 do 23 grudnia. Jej datę ogłosił prezydent Václav Klaus na pogrzebie. Msza pogrzebowa odbyła się w katedrze świętego Wita, a celebrowana była przez arcybiskupa Pragi Dominika Dukę oraz wieloletniego przyjaciela Havla, biskupa Václava Malego. Na cześć byłego prezydenta oddano salwę z 21 dział. Prywatna uroczystość kontynuowana była w krematorium w praskich Strašnicach. Prochy Václava Havla zostały złożone w grobie rodzinnym na cmentarzu na Vinohradach w Pradze. W dniu 23 grudnia 2011 odbył się koncert na cześć Václava Havla w Pałacu Lucerna.
Również po śmierci Havla, część sceny politycznej krytykowała jego wcześniejsze posunięcia jako prezydenta. Przewodniczący Komunistycznej Partii Czech i Moraw Vojtěch Filip stwierdził, że Havel był osobą bardzo kontrowersyjną i że jego słowa często były sprzeczne z jego czynami. Skrytykował Havla za poparcie operacji NATO przeciwko Jugosławii, powtarzając zarzut, że Havel nazwał to zdarzenie „humanitarnymi bombardowaniami”. Stało się to pomimo tego, iż wcześniej sam Havel wyraźnie i stanowczo zaprzeczał, by kiedykolwiek użył takiej frazy.

## Praca
Twórczość literacka Havla obejmuje trzy gatunki. Z lat 60. pochodzi poezja, w tym kaligramy, zebrana w zbiorku Antikody. Ale do światowej literatury Havel dostał się głównie dzięki dramatom: pierwszą znaną sztukę teatralną (Zahradní slavnost – Garden-party) stworzył w 1963, ostatnią (Odcházení – Odejścia) napisał w 2007. Przez całe życie twórcze Havel poświęcał się eseistyce, często związanej z polityką. Na uwagę zasługuje też jego twórczość epistolarna, krytyka teatralna i literacka, przemówienia i inne formy okazjonalne.

### Wiersze
Kaligramy ze zbiorku Antikody formalnie nawiązują do poezji eksperymentalnej lat 60. XX wieku – z czeskich autorów można wymienić Jiříego Kolářa, jemu też zbiorek jest dedykowany. Od większości twórców z tego nurtu Havel odróżnia się tym, że jego eksperyment nie jest tylko protestem przeciw konwencjom poezji, ale także „protestem krytycznym społecznie i w dużym stopniu jakąś próbą wyrażenia absurdalności ówczesnych stosunków politycznych”
Niektóre wiersze tomiku są raczej obrazami ułożonymi z liter uzyskanych z maszyny do pisania – to są właśnie kaligramy. Przeważnie autor pracuje ze słownictwem, które za pomocą środków graficznych i gramatycznych prowadzi do nieoczekiwanych powiązań. Udaje się mu m.in. w ten sposób demaskować kłamstwa zawarte w politycznych frazesach, np. w wierszu Vzor lid (Wzór [odmiany słowa] lud) wytyka nadużycie nacjonalistycznej frazeologii.

### Sztuki teatralne
Na sztuki Havla wpływała przede wszystkim tradycja teatru absurdu; nawiasem mówiąc, Samuel Beckett, jeden z twórców tego nurtu, właśnie uwięzionemu Havlowi dedykował w 1982 sztukę Katastrofa. Nie było to jednak jedyne źródło inspiracji: na przykład sam Havel odwołuje się w sztuce Odcházení (2007) do motywu z Wiśniowego sadu Czechowa.

PERINA: Oczywiście. Poniedziałek w języku Chorukor brzmi ilopagar, wtorek – ilopager, środa – ilopagur, czwartek – ilopagir, piątek – ilopageur, sobota – ilopagoor. Jak myślicie – jak będzie w języku Chorukor niedziela? No? (Jako jedyny zgłasza się Kalous) Tak Kalous!
KALOUS: (wstaje) Ilopagor. (siada)
PERINA: Bardzo dobrze, Kalous! Pierwszorzędnie! Czy to nie łatwe?

Już w pierwszej wielkiej sztuce Havla, Garden-party (1963), zawarty jest kluczowy motyw jego twórczości – problem władzy, biurokracji i języka. Jej bohater, Hugo Ploudek, po wstąpieniu do absurdalnej biurokratycznej organizacji i przyjęciu jej języka traci swą własną osobowość.
W sztuce Powiadomienie (1965) główny temat to wyobcowanie języka. Sztuczne języki ptydepe i chorukor, które mają określić i ułatwić komunikację między biurokratami, w rezultacie okazują się niepokonaną barierą. Arogancję biurokratów i niszczenie naturalnego świata ludzi krytykuje np. sztuka Asanace (Rewaloryzacja, 1987).
Niektóre dramaty Havla zawierają silny wątek autobiograficzny. Trzy sztuki: Audience (Audiencja) i Vernisáž (obie z 1975) oraz Protest (1978), które są chyba najprzystępniejsze z całego dorobku Havla, mają wspólnego bohatera – dysydenta Ferdinanda Vaňka, który pracuje w browarze, podobnie jak w tamtym okresie sam Havel. Ferdinand Vaněk gra przy tym rolę „raczej zasady dramatycznej niż bohatera”: sam mówi i robi niewiele, a akcja skupia się raczej wokół tego, jak na podejście Vaňka do życia reagują inni, którzy w ten sposób mogą demonstrować swoje tchórzostwo, asekuranctwo i karierowiczostwo. Largo desolato (1984) to studium strachu prześladowanego dysydenckiego pisarza o swoją osobowość. Główny bohater Odejść (2007), które Havel napisał już po zakończeniu prezydentury, ciężko przeżywa okres po utracie stanowiska politycznego, a sztuka dotyczy problemu korupcji i presji ulicy.

### Eseje, krytyka, listy i przemówienia
Václav Havel zaczął pisać krytyczne i refleksyjne teksty literackie i teatralne już na początku lat sześćdziesiątych. Jego przemówienia i eseje stały się znane w okresie Praskiej Wiosny. Najbardziej znana część jego twórczości eseistycznej i epistolarnej powstała w okresie „normalizacji”: Dopis Gustávu Husákovi (List do Gustáva Husáka, 1975), Moc bezmocných (Siła bezsilnych, 1978), Dopisy Olze (Listy do Olgi, 1983), Slovo o slovu (Słowo o słowie, 1989) i wiele innych. Pisania esejów nie porzucił też w czasach prezydentury, czego przykładem jest Letní přemítání (Letnie przemyślenia, 1991).
I mimo tego, że Havel nie chciał być filozofem, a jego wykład nie szedł rygorystycznymi torami, dotykał w swoich tekstach zasadniczych wątków filozoficznych, jak wolność, władza, moralność czy transcendencja. Nawiązywał do czeskich myślicieli – jak Tomáš Masaryk, Josef Šafařík, a zwłaszcza Jan Patočka, od którego przejmował elementy tradycji filozofii fenomenologicznej (Edmund Husserl, Martin Heidegger i inni).

## Odznaczenia i nagrody

### Otrzymane z urzędu
Na czas sprawowania urzędu Prezydenta CSRF i Republiki Czeskiej Václavowi Havlowi przysługiwały następujące ordery:
- Order Białego Lwa I Klasy z Łańcuchem – 1990–1992 (CSRF)
- Order Tomáša Garrigue Masaryka I Klasy – 1990–1992 (CSRF)
- Order Milana Rastislava Štefánika I Klasy – 1990–1992 (CSRF)
- Order Białego Lwa I Klasy z Łańcuchem – 1994 (Czechy); w 2003, po zakończeniu kadencji, nadany dożywotnio przez obie izby Parlamentu Republiki Czeskiej[50]
- Order Tomáša Garrigue Masaryka I Klasy – 1994 (Czechy); w 2003, po zakończeniu kadencji, nadany dożywotnio przez obie izby Parlamentu Republiki Czeskiej[51]

### Ordery i odznaczenia państw obcych
Na podstawie źródła
- Łańcuch Orderu Wyzwoliciela San Martina – 1996, Argentyna
- Austriacka Odznaka Honorowa za Naukę i Sztukę I Klasy – 2005, Austria
- Wielki Łańcuch Orderu Krzyża Południa – 1990, Brazylia
- Krzyż Wielki Orderu Rio Branco – 1996, Brazylia
- Krzyż Wielki z Łańcuchem Orderu Krzyża Ziemi Maryjnej – 1996, Estonia
- Krzyż Wielki Legii Honorowej – 1990, Francja
- Komandor Orderu Sztuki i Literatury – 2001, Francja
- Order Zwycięstwa Świętego Jerzego – 2011, Gruzja[53]
- Łańcuch Orderu Izabeli Katolickiej – 1995, Hiszpania
- Order Al-Husajna Ibn Alego – 1997, Jordania
- Honorowy Towarzysz Orderu Kanady – 2004, Kanada
- Krzyż Wielki Orderu Witolda Wielkiego – 1999, Litwa[54]
- Komandor Krzyża Wielkiego z Łańcuchem Orderu Trzech Gwiazd – 1999, Łotwa
- Stopień Specjalny Krzyża Wielkiego Orderu Zasługi RFN – 2000, Niemcy
- Order Orła Białego – 1993, Polska[55]
- Order Ecce Homo – 2006, Polska
- Wielki Łańcuch Orderu Wolności – 1990, Portugalia[56]
- Order Podwójnego Białego Krzyża I Klasy – 2003, Słowacja[57]
- Złoty Order Wolności Republiki Słowenii – 1993, Słowenia[58]
- Prezydencki Medal Wolności – 2003, Stany Zjednoczone
- Order Lśniącej Gwiazdy I Klasy – 2004, Tajwan (Republika Chińska)
- Order Państwowy Republiki Tureckiej – 2000, Turcja
- Medal Wschodniej Republiki Urugwaju – 1996, Urugwaj
- Order Księcia Jarosława Mądrego II Klasy – 2006, Ukraina
- Krzyż Wielki z Łańcuchem Orderu Zasługi Republiki Węgierskiej – 2001, Węgry[59]
- Knight Grand Cross Orderu Łaźni – 1996, Wielka Brytania
- Cavaliere di Gran Croce Decorato di Gran Cordone Orderu Zasługi Republiki Włoskiej – 2002, Włochy[60]

- Medal Rady Bałtyckiej – 2007[61]

### Nagrody
- Wielka Austriacka Nagroda Państwowa w dziedzinie literatury – 1968[62]
- Off Broadway Theater Awards (OBIE) – dwukrotnie: w 1968 za Powiadomienia i 1970 za Puzuka[62]
- Nagroda im. Jana Palacha za 1981[62]
- Nagroda Erazma – 1986[62]
- Człowiek Roku 2006 Forum Ekonomicznego[63]
- Nagroda Franza Kafki – 2010[64]

## Upamiętnienia
Treść tej sekcji od 2023-09 należy opracować w taki sposób, aby nie uwypuklała nadmiernie polskiej specyfiki / aby nie zawężała się tylko do polskich warunków
Dokładniejsze informacje o tym, co należy poprawić, być może znajdują się w dyskusji tej sekcji.
 Po wyeliminowaniu niedoskonałości należy usunąć szablon {{Dopracować}} z tej sekcji.
Václav Havel cieszył się w Polsce dużym szacunkiem. Powstał nawet zwrot Havel na Wawel.
22 grudnia 2011 Rada Miasta Gdańska nazwała nazwiskiem prezydenta nowo wybudowaną ulicę w południowej części miasta. 16 lutego 2012 jego imieniem nazwano rondo na ulicy Legionów w Częstochowie. 5 października 2012 jego imieniem nazwano port lotniczy Praga-Ruzyně. 17 października 2012 jego imieniem nazwano rondo u zbiegu ulic Kruczej, Wielkiej i Gwiaździstej we Wrocławiu. W 2001 roku przyznano mu honorowe obywatelstwo Wrocławia.

## Twórczość/Wykaz dzieł

### Publikacje własne

#### Sztuki teatralne
- 1958 Život před sebou (Życie przed sobą, napisane z Karolem Bryndą)
- 1960 Rodinný večer (Rodzinny wieczór)
- 1961 Autostop (napisane z Ivanem Vyskočilem)
- 1962 Nejlepší rocky paní Hermanové (Najlepsze rocki pani Herman, napisane z Milošem Macourkiem)
- 1963 Vyšinutá hrdlička (Zwariowana synogarlica, napisane z Radimem Vašinką)
- 1963 Zahradní slavnost (Festyn, Garden party) – głównym bohaterem jest Hugo Pludek, który chce każdy system doprowadzić do doskonałości i całkowicie się z nim zjednoczyć, przez co traci własną osobowość
- 1965 Vyrozumění (Powiadomienie, wyd. pol. „Dialog” październik 1966) – koncepcja sztuki opiera się na konfrontacji sztuczności i naturalności. Świat sztuczny jest zbudowany na sztucznym języku ptydepe, który ma zapewnić szczęście poprzez wyeliminowanie emocji, niedoskonałości, wieloznaczności itp.
- 1968 Ztížená možnost soustředění (Puzuk, czyli Uporczywa niemożność koncentracji, prem. pol. Stary Teatr 1968, wyd. pol. „Literatura na Świecie” 1989, nr 8-9)
- 1968 Anděl strážný (Anioł stróż – słuchowisko radiowe, druk „Scena” 1990, nr 1-3)
- 1968 Motýl na anténě (Motyl na antenie – sztuka telewizyjna, prem. Teatr Telewizji 1968)
- 1971 Spiklenci (Spiskowcy, wyd. pol. 1984 – podziemne)
- 1971 Žebrácká opera (Opera żebracza, prem. pol. 1990)
- 1975 Audience (Audiencja, wyd. pol. 1981 – podziemne, prem. pol. 1981)
- 1975 Vernisáž (Wernisaż, wyd. pol. 1981 – podziemne, prem. pol. 1981)
- 1976 Horský hotel (Górski hotel, wyd. pol. 1984 – podziemne, prem. pol. Teatr Telewizji 1996)
- 1978 Protest (Protest, wyd. pol. 1981 – podziemne, prem. pol. 1981)
- 1983 Chyba (Błąd, druk pol. Jego brocha – „Zeszyty literackie” 1984, nr 6)
- 1984 Largo desolato (wyd. pol. 1987 – podziemne, prem. pol. Teatr Powszechny Warszawa 1989)
- 1985 Pokoušení (Kuszenie, wyd. pol. 1987 – podziemne, prem. pol. Teatr im. Słowackiego 1990)
- 1987 Asanace (Rewaloryzacja, wyd. pol. 1989)
- 1988 Zítra to spustíme (Jutro zaczynamy)
- 2007 Odcházení (Odejścia, wyd. pol. „Dialog” czerwiec 2008, prem. pol. T. Ateneum w Warszawie 2008)

#### Ważniejsze eseje
- 1975 Dopis Gustávu Husákovi (List do Gustava Husáka)
- 1978 Moc bezmocných (Siła bezsilnych, wyd. pol. 1984 – podziemne; Siła bezsilnego, wyd. pol. 2022, Ośrodek Karta)
- 1984 Politika a svědomí (Polityka i sumiennie)
- 1985 Anatomie jedné zdrženlivosti
- 1986 Děkovná řeč za Erasmovu cenu (Przemówienie w podziękowaniu za Nagrodę Erazma)
- 1986 O smyslu Charty 77 (O sensie Karty 77)
- 1987 Příběh a totalita
- 1989 Slovo o slovu (Słowo o słowie)

#### Wydania książkowe
- 1964 Antikódy
- 1966 Protokoly
- 1983 Dopisy Olze (Listy do Olgi, wyd. pol. 1993)
- 1984 Spiskowcy i inne utwory dramatyczne, wyd. pol.
- 1986 Dálkový výslech (Zaoczne przesłuchanie, wyd. pol. podziemne 1989)
- 1988 Thriller i inne eseje, wyd. pol. podziemne
- 1989 Do různých stran (Do różnych krajów)
- 1990 Projevy (Przemówienia)
- 1991 Teatr, wyd. pol.
- 1991 Letní přemítání (Letnie przemyślenia)
- 2006 Prosim stručně („Tylko krótko, proszę”, wyd. pol. 2007)